# Marulićevi dani
Marulićevi dani, kulturna manifestacija međunarodnog karaktera posvećena hrvatskoj dramskoj riječi i djelu Marka Marulića.
Manifestaciju je 1991. godine utemeljio Rade Perković kao tadašnji dointendant HNK u Splitu, a održava se u mjesecu travnju oko 22. travnja, u spomen na datum kada je Marulić 1501. godine završio pisanje Judite. Manifestaciju čine Festival hrvatske drame i autorskog kazališta, te znanstveni, književni i nakladnički program.

## Festival hrvatske drame i autorskog kazališta
Organizator Festivala je HNK Split. Festival je natjecateljska smotra uprizorenih hrvatskih dramskih tekstova u izvedbi kazališta iz Hrvatske i svijeta. Osnovno uporište festivala je promicanje suvremene dramske riječi.

## Festivalske nagrade
- Nagrada za dramsko djelo "Marin Držić", dodjeljuje Ministarstvo kulture Republike Hrvatske
- Marul, dodjeljuje ocjenjivački sud za najbolja ostvarenja, i to u 9 kategorija:
  - Nagrada Marul za izvedeni dramski tekst
  - nagrada za dramaturšku obradu teksta
  - nagrada za predstavu u cjelini
  - Nagrada Marul za režiju
  - Nagrada Marul za glumačka ostvarenja (muška, ženska i epizodna uloga)
  - nagrada za scenografiju
  - nagrada za kostimografiju
  - nagrada za oblikovanje svjetla
  - nagrada za skladanu scensku glazbu
  - nagrada najuspješnijem mladog autora
- Milan Begović, nagrada publike za najbolju predstavu po ocjeni posjetitelja
- Nagrada lista Slobodna Dalmacija za najbolje glumačko ostvarenje, dodjeljuje se na osnovi izbora žirija čitatelja

## Dosadašnje nagrade za najbolju predstavu u cjelini
Nagrađivane predstave:
| Godina | Predstava                                                                                | Redatelj                    | Kazalište                                                       |
| 1991.  | Pustolov pred vratima (Milan Begović)                                                    | Nenni Delmestre             | HNK Split                                                       |
| 1992.  | Kraljevo (Miroslav Krleža)                                                               | Vito Taufer                 | HNK Ivana pl. Zajca u Rijeci                                    |
| 1993.  | Krležijada (Prema Miroslavu Krleži)                                                      | Zlatko Vitez                | Histrioni, Zagreb                                               |
| 1994.  | Leda (Miroslav Krleža)                                                                   | Želimir Orešković           | HNK Split                                                       |
| 1995.  | Posljednja karika (Lada Kaštelan)                                                        | Ivica Kunčević              | GDK Gavella, Zagreb                                             |
| 1996.  | Breza (Slavko Kolar)                                                                     | Krešimir Dolenčić           | GDK Gavella, Zagreb                                             |
| 1997.  | Ljubavi Georgea Washingtona (Miro Gavran)                                                | Miro Međimorec              | Epilog teatar, Zagreb                                           |
| 1998.  | Dubrovački škerac (Feđa Šehović)                                                         | Ivica Boban                 | Gradsko kazalište Marina Držića, Dubrovnik                      |
| 1999.  | Cigla (Filip Šovagović)                                                                  | Paolo Magelli               | HNK Split                                                       |
| 2000.  | Nemoćnik u pameti (Dubrovačka prerada Molierea)                                          | Jiří Menzel                 | Kazalište Komedija, Zagreb                                      |
| 2001.  | Otac (Elvis Bošnjak)                                                                     | Nenni Delmestre             | HNK Split                                                       |
| 2002.  | Što je muškarac bez brkova (Ante Tomić)                                                  | Aida Bukvić                 | HNK Zagreb                                                      |
| 2003.  | Nosi nas rijeka (Elvis Bošnjak)                                                          | Nenni Delmestre             | HNK Split                                                       |
| 2004.  | Otok svetog Ciprijana (Lada Martinac Kralj prema motivima novela Ranka Marinkovića)      | Ivica Kunčević              | HNK Split                                                       |
| 2005.  | Svećenikova djeca (Mate Matišić)                                                         | Alexandr Ogarjov            | Teatar Puškin, Moskva                                           |
| 2006.  | Žaba (Dubravko Mihanović)                                                                | Franka Perković             | Teatar &TD, Zagreb                                              |
| 2007.  | S druge strane (Nataša Rajković/Bobo Jelčić)                                             | Nataša Rajković/Bobo Jelčić | ZKM                                                             |
| 2008.  | Metastaze (Ivo Balenović/Boris Svrtan)                                                   | Boris Svrtan                | GK Kerempuh, Zagreb                                             |
| 2009.  | Kauboji (Saša Anočić)                                                                    | Saša Anočić                 | Teatar Exit, Zagreb                                             |
| 2010.  | Zagrebački pentagram (Filip Šovagović/Igor Rajki/Nina Mitrović/Damir Karakaš/Ivan Vidić) | Paolo Magelli               | ZKM                                                             |
| 2011.  | Reces i ja (Olja Lozica)                                                                 | Olja Lozica                 | Teatar Exit/KUFER, Zagreb                                       |
| 2012.  | Mrzim istinu! (Oliver Frljić)                                                            | Oliver Frljić               | Teatar &TD, Zagreb                                              |
| 2013.  | Leda (Miroslav Krleža)                                                                   | Anica Tomić                 | ZKM/Festival Kotor Art/Kraljevsko pozorište Zetski dom, Cetinje |
| 2014.  | Sada je, zapravo, sve dobro (Olja Lozica)                                                | Olja Lozica                 | ZKM                                                             |
| 2015.  | Potop (Miran Kurspahić)                                                                  | Miran Kurspahić             | Teatar &TD/KUFER, Zagreb                                        |
| 2016.  | Kabaret tamne zvijezde (Zlatko Burić)                                                    | grupa autora                | Teatar &TD, Zagreb                                              |
| 2017.  | Ljudi od voska (Mate Matišić)                                                            | Janusz Kica                 | HNK Zagreb                                                      |
| 2018.  | Črna mati zemla (Kristian Novak)                                                         | Dora Ruždjak Podolski       | ZKM                                                             |
| 2019.  | Emet (Ivana Šojat)                                                                       | Samo M. Strelec             | HNK Osijek                                                      |
| 2020.  | Kiklop (Ranko Marinković)                                                                | Saša Anočić                 | GDK Gavella                                                     |
| 2021.  | Hotel Zagorje (Ivana Bodrožić)                                                           | Anica Tomić                 | GDK Gavella                                                     |
| 2022.  | Mala čuda (Sanja Milardović)                                                             | Sanja Milardović            | Teatrum/Teatar Exit                                             |
| 2023.  | 55 kvadrata (Ivana Vuković)                                                              | Ivan Plazibat               | HNK Split                                                       |
| 2024.  | Zbilja (Tomislav Šoban)                                                                  | Tomislav Šoban              | HNK Zagreb                                                      |
| 2025.  | Smrt u Dubrovniku (autorski projekt)                                                     | Petar Pejaković             | Dramski studio Prazan prostor, Kotor, Crna Gora                 |

Najnagrađivanija kazališta u povijesti
| Redni broj | Kazalište   | Grad   | Broj dobivenih nagrada |
| 1.         | HNK Split   | Split  | 7                      |
| 2.         | GDK Gavella | Zagreb | 4                      |
| -          | ZKM         | Zagreb | 4                      |
| -          | Teatar &TD  | Zagreb | 4                      |
| 3.         | HNK Zagreb  | Zagreb | 3                      |
| -          | Teatar Exit | Zagreb | 3                      |

## Znanstveni, književni i nakladnički program
Organizator programa je Književni krug Split – Marulianum. Program je posvećen istraživanju Marulićeva opusa, a okuplja znanstvenike iz Hrvatske i Europe.

## Vanjske poveznice
- Hrvatsko narodno kazalište u Splitu  Arhivirana inačica izvorne stranice od 3. travnja 2019. (Wayback Machine)
- Književni krug Split – Marulianum  Arhivirana inačica izvorne stranice od 19. srpnja 2006. (Wayback Machine)